# 안지혜 (작사가)
안지혜(1987년 4월 6일 ~)은 대한민국의 작사가이다.